# Everyday Robots
Everyday Robots — дебютний сольний студійний альбом британського музиканта Деймона Алберна, найбільш відомого як фронтмена гуртів Blur і Gorillaz. Описаний Алберном як його «найбільш особистий запис», альбом був спродюсований Річардом Расселом і випущений 25 квітня 2014 року. У записі взяли участь музикант і продюсер Браян Іно, співачка Наташа Хан і Міський хор Лейтонстоунської місії. Альбом був номінований на Mercury Prize 2014 року за найкращий альбом.
До альбому вийшло п'ять синглів: «Everyday Robots», «Lonely Press Play», «Hollow Ponds»; релізи «Mr Tembo» та «Heavy Seas of Love», були випущені лише у США. Everyday Robots отримав позитивні відгуки від музичних критиків і дебютував на другому місці в UK Albums Chart.

## Передумови
Вперше альбом був анонсований у вересні 2011 року, коли Алберн підтвердив, що працює над сольним студійним альбомом, який буде випущений під власним ім'ям. Він також заявив, що концепція альбому має обертатися навколо «порожньої клубної музики». У 2013 році в інтерв'ю журналу Rolling Stone він сказав, що платівка матиме звучання, яке він описує як поєднання фолк-музики та соул-музики. Він також заявив, що відправиться з альбомом у турне, під час якого гратиме пісні з усіх інших своїх гуртів, таких як Blur, Gorillaz і The Good, the Bad & the Queen.
У травні 2012 року Алберн розповів NME, що записує новий сольний студійний альбом. На питання, над чим він зараз працює, Алберн відповів: «Цього тижня ми бавимося з цими російськими синтезаторами, маючи намір записати якийсь альбом під моїм ім'ям. Я припускаю, що ви могли б назвати це сольним альбомом, але мені не подобається це слово. Воно звучить дуже самотньо — соло. Я не дуже хочу бути сольним у своєму житті. Але так, я записую ще один альбом».
18 січня 2014 року в музичному магазині Warner Music з'явився новий альбом Деймона Алберна і була оприлюднена його назва — Everyday Robots, яка також є назвою першого синглу, що вийшов обмеженим тиражем на 7-дюймовому вінілі 3 березня разом з неальбомним бісайдом «Electric Fences». Делюкс-видання альбому було укомплектоване DVD із записом виконання Алберном кількох треків з альбому наживо на студії Fox у Лос-Анджелесі. Відео було знято 3 грудня 2013 року. Сам Алберн на своїй офіційній сторінці у Facebook зазначив, що цей запис є його найбільш автобіографічним, досліджує протистояння природи і технологій, а також включає гостей Браяна Іно і Наташу Хан, професійно відому як Bat for Lashes. Офіційне промо-відео на перший сингл «Everyday Robots» було знято художником і дизайнером Айтором Трупом і викладено на сторінці співака на YouTube 20 січня.
Альбом був доступний для безкоштовного прослуховування на iTunes у вівторок 22 квітня 2014 року, завдяки чому люди могли прослухати стандартне видання альбому повністю, що є схожою стратегією, яку використовували Джастін Тімберлейк для своїх альбомів The 20/20 Experience та The 20/20 Experience — 2 of 2 і Daft Punk з релізом Random Access Memories.
Четверта серія ситкому Крейга Кеша After Hours називається Lonely Press Play, і в ній звучить ця пісня.

## Запис
У січні 2014 року в інтерв'ю Rolling Stone Алберн розповів, що Наташа Хан з'явиться на треку «The Selfish Giant» як «примарне відлуння», і що Браян Іно співпрацював над фінальним треком альбому. Він також розповів, що трек «Mr Tembo» був записаний для слоненяти, якого Алберн зустрів у зоопарку в Мкомазі, Танзанія. Він сказав: «Він нещодавно осиротів і прийшов на цей аеродром; люди, яких я знаю, взяли його до себе і назвали містером Тембо. Я був там і зустрів це маленьке слоненя, і воно було дуже милим. Я заспівав йому цю пісню». Трек був зіграний для слоненяти в демо-версії Алберном і Полом Сімононом, а також записаний під час телефонної розмови між Алберном і Річардом Расселом.
Що стосується процесу запису альбому, то Алберн почав його з майже 60 записаних пісень, а потім дозволив співпродюсеру Річарду Расселу вибрати свої улюблені, які потім стали треками його альбому.
В інтерв'ю NME, присвяченому альбому, Алберн пояснив, що тексти пісень були «найскладнішою частиною». Він прокоментував: «Тексти пісень були найважчою частиною. Музика… тяжіє до моєї більш меланхолійної, інтроспективної душевної сторони, про яку я люблю співати, але лірика зайняла у мене багато часу. Я хотів, щоб вона була про моє життя, в деякому роді, і я повернувся до… вона починається у 1976 році». Він додав, що кожна пісня на альбомі заснована на реальному життєвому досвіді, сказавши «кожен рядок на цьому альбомі трапився». Альбом також торкнувся інших питань, таких як «природа проти технології».
Говорячи про роботу з хором Лейтонстоунської міської місії, Алберн сказав, що відчув, що хор має для нього ностальгічне значення, і попросив церкву, щоб він міг записати з ним пісню: «У Лейтонстоуні в кінці моєї дороги була п'ятидесятницька церква, яка належала міській місії. Я пам'ятаю, як стояв на вулиці з велосипедом і слухав спів, але так і не зміг знайти точку входу. Але це був дуже сильний дитячий спогад, який я проніс через усе життя. Я зв'язався з цією церквою, і вони все ще мають невеликий хор, тож вони дуже люб'язно погодилися трохи заспівати для запису».
Співпродюсер Річард Рассел говорив: «Це, безумовно, звучання відрізняється від усього, що він робив раніше. Останні кілька альбомів, які він записав, були дуже концептуальними, тоді як цей — просто особистий альбом, який розповідає про нього самого. Він дуже багато працював над тим, щоб висловити речі, які були дуже особистими, але зробити це у цікавий спосіб. Це те, що робить цей альбом його. Він залучив мене, щоб створити особливу атмосферу і особливий настрій, тому це досить атмосферний запис з певною палітрою звуків, певним ритмічним відчуттям і дуже особистими речами». «Heavy Seas of Love», за участю Браяна Іно і хору місії Лейтонстоуну, був зіграний Алберном наживо на заході YouTube, проте оригінальна студійна версія також просочилася в Інтернет. Сингл транслювався через Tribecaon Tribeca.
Рассел займався програмуванням ударних, а Алберн взяв на себе партії вокалу, фортепіано та гітари. «Ми зробили це всього за три місяці в моїй студії, — каже він. „Ми працювали п'ять днів на тиждень, з 10:00 ранку до 18:00 вечора“. Алберн надзвичайно пишається Everyday Robots, але не має жодного уявлення, чи призведе він до появи нових сольних альбомів. „Я завжди займався музикою, — каже він, — На цьому альбомі просто моє ім'я. Я можу сказати, що це втілення моєї музики. Можна сказати, що я починаю новий етап у своєму житті, але насправді наступного разу я можу розвернутися і зайнятися чимось іншим. Тож не факт, що я став сольним виконавцем“.
Барабани та перкусія на записі походять від музичного інструменту, який Рассел привіз з Кіншаси в Демократичній Республіці Конго, виготовленого переважно з пластику та металу, модифіковану версію якого можна побачити на альбомі за участі Алберна, DRC Music Kinshasa One Two.
Пісня „Hollow Ponds“ повністю прозвучала на радіо XFM 20 березня 2014 року. 24 березня 2014 року Алберн випустив „Heavy Seas of Love“ у повному студійному форматі без звукового водяного знаку на треку, а також випустив арт-обкладинку синглу. На обкладинці зображено Палац Сальво на площі Незалежності в Уругваї.

## Тексти
Як було заявлено в багатьох інтерв'ю, альбом став „найбільш особистим записом, який я коли-небудь робив“, він також зосередився на ідеї протистояння природи і технологій, і розповідає про певні значущі моменти в житті Алберна, в тому числі: „Hollow Ponds“, яка відсилає до ключових дат у житті Деймона, включаючи літню посуху 1976 року.
Перший сингл альбому „Everyday Robots“ відкривається текстом пісні: „We are everyday robots on our phones“ — дає зрозуміти, що саме цей трек фокусується на дихотомії природа/технології, а не на чомусь глибоко особистому, як повідомляв Майкл Крегг з The Guardian. Трек містить семпл пісні „The Gasser“ Лорда Баклі з його альбому 1960 року Best of Buckley, сам семпл являє собою хіпстерську тираду про іспанського мандрівника 15-го століття Альвара Нуньєса Кабеса-де-Ваки, який був учасником експедиції Нарваеса. Пісня відкривається рядками Баклі: „Вони не знали, куди йдуть, але вони знали, де вони є, чи не так?“ Цей семпл використовується для того, щоб поставити під сумнів становище людини на сучасній Землі. „Вони“ — це люди, де Алберн стверджує, що ми знаємо, де ми зараз знаходимося, але через бурхливий і драматичний розвиток технологій ми не маємо жодного уявлення про те, що може статися в найближчі кілька років.
„Lonely Press Play“, другий сингл альбому, містить слова пісні: „'Cause you're not resolved in your heart, you're waiting for me, to improve, right here, when I'm lonely, I press play“, яка розповідає про ізоляцію та відчуття самотності. Пісня була презентована в документальному фільмі Алберна Culture Show та на фестивалі Санденс і стала другим офіційним синглом альбому.

## Промо
Серія трейлерів також з'явилася на YouTube-акаунті Алберна як спосіб просування альбому. У трейлерах було багато зображень, переважно з минулого Деймона та його попередніх проєктів. А також 21-секундний кліп, в якому Алберн грає на піаніно, перед тим, як з'явилася назва альбому: Damon Albarn. First Solo Album. Coming Soon.
Прем'єра „Lonely Press Play“ відбулася 19 січня на YouTube в рамках кінофестивалю Санденс. Виступ, на який можна було потрапити лише за запрошеннями, включав акустичні версії пісень з самого альбому, а також „El Mañana“ гурту Gorillaz і досі невідомий трек Blur. Алберн також зіграв цю пісню на шоу Дермота О'Лірі на BBC Radio 2 у більш „стриманому акустичному“ виконанні, виконав кавер на „Seasons in the Sun“ Террі Джекса, а також презентував пісню „Heavy Seas of Love“ за участю Браяна Іно і хору місії Лейтонстоуна.
У лютому 2014 року Алберн став героєм півгодинного епізоду програми The Culture Show, що транслювалася на телеканалі BBC Two і була присвячена його попереднім гуртам та минулій роботі. У програмі він повернувся до своїх колишніх домівок у Лейтонстоуні, Східний Лондон, і Колчестері, Ессекс. Виступаючи у програмі, він розповів, що його перший сольний альбом дався йому нелегко, сказавши: „Я так довго грав у групах, виступаючи перед великими групами людей, що записати сольний альбом для мене було досить складно. Ось чому я так довго його відкладав“. До документального фільму також увійшли кліпи на пісні з його альбому, зокрема „Hollow Ponds“, „Hostiles“ і „Mr Tembo“.
Алберн також отримав нагороду за інновації на церемонії нагородження NME Awards 2014 року, яку йому вручив діджей Radio 1 Зейн Лоу. Нагородження відбулося в O2 Academy Brixton у Лондоні, а ведучим церемонії був ведучий BBC Radio 1 і колумніст NME Г'ю Стівенс.
Хоча платівка вийшла під його ім'ям, він сказав, що хотів би, щоб він і його гурт були названі The Heavy Seas. Перший виступ гурту відбувся на фестивалі BBC Radio 6. На концерті прозвучали перші ексклюзивні виконання таких пісень, як „The Selfish Giant“ і „Mr Tembo“, Алберн також зіграв „Tomorrow Comes Today“ з однойменного дебютного альбому Gorillaz і сингл The Good, the Bad & the Queen „Kingdom of Doom“, а також „El Mañana“ з альбому Demon Days і бісайд Blur „All Your Life“. Алберн і Келіс були одними з тих, хто виступав на музичному фестивалі BBC Radio 6 у п'ятницю 28 лютого.
Алберн виступив на фестивалі SXSW в Остіні, штат Техас, який транслювався в прямому ефірі на сайті NPR, а також виступив на американському телешоу Jimmy Kimmel Live! і виконав сингли „Lonely Press Play“ і „Mr Tembo“.
На фестивалі Алберн зіграв кілька пісень Gorillaz, в тому числі „Feel Good Inc“, під час виконання якої до нього на сцені приєдналися De La Soul. Він також виконав хіт „Clint Eastwood“ разом з першим співавтором пісні Del the Funky Homosapien, що стало першим спільним виступом Алберна і Дела наживо, до них на сцені приєдналися Dan the Automator і Snoop Dogg. „Tomorrow Comes Today“, „Kingdom of Doom“ і „All Your Life“ також були виконані під час фестивалю.
Алберн відіграв серію „інтимних концертів“ на підтримку альбому в Rivioli Ballroom в Крофтон-парку 30 квітня, після чого 1 травня відбувся виступ у Народному палаці в Майл-Енді, де він зіграв пісні багатьох своїх гуртів. Алберн також був хедлайнером суботнього вечора фестивалю Latitude, який проходив з 17 по 20 липня. 12-15 червня він також виступив на Bonnaroo Music Festival в штаті Теннессі, США.
Алберн також виступив на фестивалі Rock Werchter, який проходив у Бельгії з 3 по 6 липня. Деймон також зіграв на фестивалі Days Off у Парижі, Франція, 9 липня. Алберн був хедлайнером фестивалю EXIT у Сербії у 2014 році. Він також очолив головну сцену 12 липня, приєднавшись до лайн-апу, який також включав Disclosure, Rudimental і Skrillex. Захід проходив з 10 по 13 липня 2014 року у фортеці Петроварадін у місті Новий Сад. 25-27 липня 2014 року Алберн також виступив на Fuji Rock Festival в Японії.
Деймон також з'явився на телепрограмі BBC Later…with Jools Holland 2 травня 2014 року разом з Coldplay, The Black Keys, Sharon Jones & The Dap-Kings та Азізою Брагім.
Алберн увійшов до шорт-листа номінантів на премію Mercury Prize 2014 і виступив на церемонії, де виконав пісню „Hostiles“. На церемонії виступили всі номінанти, а виступи Алберна та Royal Blood стали найбільш популярними виступами вечора. Однак Алберн у підсумку програв нагороду единбурзькому хіп-хоп тріо Young Fathers за їхній альбом Dead 2014 року.

### The Heavy Seas
Живий гурт Алберн а називається The Heavy Seas, до складу якого входять гітарист Сей, барабанщик Pauli the PSM, гітарист Джефф Вуттон і Майк Сміт на клавішних. І Сміт, і Вуттон раніше брали участь у світовому турне Gorillaz Escape to Plastic Beach World Tour. 15-16 листопада 2014 року були записані виступи Алберна і The Heavy Seas у Королівському Альберт-голі, які згодом увійдуть до концертного альбому. Проєкт був випущений як дводисковий альбом під назвою Live at the De De De Der; він містить сім пісень з Everyday Robots у виконанні Алберна і запрошених музикантів, включаючи De La Soul, Грема Коксона і Афеля Бокума.

## Відгуки критиків
Everyday Robots отримав загалом позитивні відгуки від критиків. На сайті Metacritic, який присвоює нормалізований рейтинг зі 100 рецензій основних критиків, альбом отримав середній бал 76 на основі 36 рецензій, що означає „загалом схвальні відгуки“.
Роб Фіцпатрік з журналу Q сказав, що цей альбом є одним з найкращих у Деймона. „Будь-хто, хто коли-небудь брав інтерв'ю у Деймона Алберна, скаже вам, що він безмежно цікавий хлопець. Однак спробуйте підійти до нього занадто близько, і він залишить вас у мовчанні. Проте Everyday Robots є більш особистим, ніж будь-яка інша його робота, навіть більше, ніж ранні роботи у складі Blur. 'Hollow Ponds' — це славнозвісний лінивий плач, де коні і перехожі 'розкривають пентаграму', де 'мрії діляться на ЛСД-дисплеях', і розкриває більше про другий студійний альбом Blur Modern Life Is Rubbish“. Фіцпатрік також розповів про внесок Браяна Іно в роботу над альбомом, після його появи на „Heavy Seas of Love“ і „You and Me“. Він назвав такі пісні, як „You and Me“ і „The Selfish Giant“ тихими інтровертними і такими, що досліджують нові глибини його пісенної творчості, він також назвав пісні „Lonely Press Play“, „Heavy Seas of Love“ і „Hollow Ponds“ як такі, що виділяються з альбому, і дав альбому дуже високу чотиризіркову рецензію.
Енді Гілл з журналу Uncut написав, що використання в альбомі семплів Лорда Баклі та Тімоті Лірі є одним з найкращих моментів альбому, і похвалив продюсера Річарда Рассела за його роботу над альбомом. Він також згадав пісню „Photographs (You Are Taking Now)“, як таку, що має „…особливо резонансні рядки…“. Говорячи про вплив на альбом, він розповів про те, що на трек Алберна „The Selfish Giant“ особливо вплинув Кіт Джарретт. Він також розповів про „бурхливу пісню 'Mr. Tembo'“, яка також є родзинкою альбому. „The History of a Cheating Heart“ також підтвердила „…сміливу вразливість, характерну для цього переважно меланхолійного альбому“. Підсумовуючи, він писав: „Здебільшого Everyday Robots — це менш бурхливою, більш інтимною та роздумливою справою, як і личить пробному одкровенню душі людини“.
У рецензії на альбом журналу Clash Гарет Джеймс писав: „Everyday Robots — це тонка, фактурна клаптикова робота, що охоплює 45 років життя Деймона Алберна, з текстами, що охоплюють знімки його дитинства в Лейтонстоуні, і піснею, яку він написав для слоненяти, якого зустрів у Танзанії“. Алберн вирішив зосередитися на сольному виступі і залишити свого друга (Річарда Рассела) за столом. Фірмовий стриманий звук Рассела присутній у Everyday Robots, але він добре слугує пісням. Маленькі штрихи, такі як фортепіанний мотив із заголовного треку, що з'являється наприкінці закриваючої альбом спільної роботи з Браяном Іно 'Heavy Seas of Love', або поступове прискорення ритму наприкінці 'Lonely Press Play', що переходить у 'Mr. Tembo', викликають захоплення. Словосполучення 'повільний' кидається досить недбало, але Everyday Robots — безумовний претендент на це звання. Через кілька тижнів після першого прослуховування виникає відчуття, що він завжди був тут. Він не стільки вигорає, скільки підкрадається, і ці пісні пропонують ще одну нову іпостась для чудового таланту».
Фіона Шепард з The Scotsman дала альбому три з п'яти зірок. У своїй рецензії вона зазначила, що лірично альбом не поступається, якщо не перевершує, «On Melancholy Hill» Gorillaz і «Poison» Rocket Juice & the Moon. Вона також сказала: «Можливо, Everyday Robots занадто стриманий для масивних Blur, але це вишуканий сольний політ самозакоханого серійного співавтора».
Енді Гілл з The Independent дав альбому 4 з 5 зірок, високо оцінивши використання семплів Лорда Баклі в таких треках, як «Everyday Robots» і «Mr Tembo». Він порівняв творчість Алберна з творчістю рок-легенди Рея Девіса і сказав: «Це рідкісний момент, коли екстраверт отримує задоволення від інтимного, інтроспективного альбому, який робить перші кроки до розкриття душі, що стоїть за зіркою». І відзначив такі пісні, як «Everyday Robots», «The History of a Cheating Heart», «Mr Tembo» і «Hollow Ponds», як найкращі на альбомі в цілому.
Ларрі Дей з MusicOMH дав альбому чотири з половиною зірки з п'яти. «Everyday Robots — це багатошаровий запис, схожий на звукову павлову, з липкими краплями гіркувато-солодкого, відверто солодкого, похмурого і тужливого відображення. Однак це досить дивний смак павлової, який змішує кислий біль з райдужною ностальгією». Втім, Дей також вказав і на свої улюблені треки на платівці: «'The Selfish Giant', з ніжною сопілкою Наташі Хан з Bat For Lashes, є домом для фортепіанних мотивів романтичної епохи і глючних бітів. Це своєрідна танцювальна балада з голими кістками, потужним пульсом і простими, але піднесеними мелодіями. 'Heavy Seas of Love' у виконанні Браяна Іно та хору Лейтонстоунської місії — це, мабуть, найграндіозніший трек на платівці, з хиткими перкусіями та чудовими фортепіанними прикрасами».
Джон Долан з Rolling Stone дав дуже позитивну рецензію, назвавши здатність Алберна продюсувати і писати меланхолійну музику однією з визначних особливостей альбому. Долан написав: «Алберн — завзятий коллабораціоніст, який працював з такими великими музикантами, як Боббі Вомак і Лу Рід. Але тут його приятелі залишаються стриманими. Продюсер Річард Рассел створює спокусливі атмосферні біти; вокалістка Bat for Lashes Наташа Хан додає слабку гармонію до крихкого розтину стосунків 'The Selfish Giant'; Браян Іно додає синтезаторів до 'You and Me' та вокалу до запаморочливої пісеньки 'Heavy Seas of Love'. Результати часто нагадують Іно сімдесятих років в його наймедитативніші моменти і Рея Девіса епохи Village Green в його найболючіші моменти більше, ніж відскок Gorillaz або гітарний гул Blur».
Алекс Петрідіс з The Guardian написав: «Красивий, але витончений, каламутний і невловимий, Everyday Robots, безумовно, не є тим альбомом, за який себе видає. Ви виходите з іншого боку, нічого не знаючи про людину, яка стоїть за ним. Та це й неважливо: музика настільки хороша, що відсутність одкровень, здається, не має особливого значення, поки грає Everyday Robots. Ким би не був Деймон Алберн, він надзвичайно хороший у своїй справі».

## Трек-лист
Всі треки написані Деймоном Алберном і спродюсовані Деймоном Алберном та Річардом Расселом.
| #   | Назва                                                                              | Тривалість |
| --- | ---------------------------------------------------------------------------------- | ---------- |
| 1.  | «Everyday Robots»                                                                  | 3:56       |
| 2.  | «Hostiles»                                                                         | 4:10       |
| 3.  | «Lonely Press Play»                                                                | 3:42       |
| 4.  | «Mr Tembo» (за участі Міського хору Лейтонстоунської місії)                        | 3:43       |
| 5.  | «Parakeet»                                                                         | 0:43       |
| 6.  | «The Selfish Giant» (за участі Наташі Хан)                                         | 4:46       |
| 7.  | «You and Me» (за участі Браяна Іно)                                                | 7:05       |
| 8.  | «Hollow Ponds»                                                                     | 5:00       |
| 9.  | «Seven High»                                                                       | 1:00       |
| 10. | «Photographs (You Are Taking Now)»                                                 | 4:43       |
| 11. | «The History of a Cheating Heart»                                                  | 4:00       |
| 12. | «Heavy Seas of Love» (за участі Браяна Іно і Міського хору Лейтонстоунської місії) | 3:44       |

| Бонусні треки спеціального видання iTunes | Бонусні треки спеціального видання iTunes | Бонусні треки спеціального видання iTunes |
| #                                         | Назва                                     | Тривалість                                |
| ----------------------------------------- | ----------------------------------------- | ----------------------------------------- |
| 13.                                       | «Father's Daughter's Son»                 | 3:39                                      |
| 14.                                       | «Empty Club»                              | 3:16                                      |

| Everyday Robots DVD | Everyday Robots DVD                                     | Everyday Robots DVD |
| #                   | Назва                                                   | Тривалість          |
| ------------------- | ------------------------------------------------------- | ------------------- |
| 1.                  | «Track by Track Video» (Bundle Only)                    | 15:42               |
| 2.                  | «Everyday Robots» (Live from Fox studios Los Angeles)   | 3:57                |
| 3.                  | «Hostiles» (Live from Fox studios Los Angeles)          | 4:34                |
| 4.                  | «Lonely Press Play» (Live from Fox studios Los Angeles) | 4:04                |
| 5.                  | «Hollow Ponds» (Live from Fox studios Los Angeles)      | 4:40                |

Використані семпли:
- «Everyday Robots» містить семпл «Cabenza de Gasca/The Gasser», з альбому 1960 року Buckley's Best, написаного і виконаного Річардом Баклі.[20]
- «Mr Tembo» містить семпл «Lions», з альбому 1959 року Way Out Humour, написаного і виконаного Річардом Баклі..[10]
- «The Selfish Giant» містить семпл «The Selfish Giant», складений Кенні Клейтоном, написаний Оскаром Вайлдом і виконаний Робертом Морлі.[56]
- «You and Me» містить польові записи з Ноттінґ-Гілльського карнавалу та поїзду Центральної лінії, що відправляється зі станції Лейтонстоун лондонського метрополітену.[56]
- «Hollow Ponds» містить семпл поїзда Центральної лінії, що від'їжджає від станції Лейтонстоун лондонського метрополітену, а також дитячий майданчик старої школи Алберна.[16][57]
- «Photographs (You Are Taking Now)» містить семпл аудіокниги 1964 року Психоделічний досвід: Посібник на основі тибетської Книги мертвих, написаної і виконаної Тімоті Лірі.[58]
- «Heavy Seas of Love» містить семпл «Cabenza de Gasca/The Gasser», з альбому 1960 року Buckley's Best, написаного і виконаного Річардом Баклі.[20]

## Персоналії
- [Деймон Алберн]] — вокал, піаніно, гітара, омнікорд, укулеле, бек-вокал, драм-машина, бас, хор, Korg M1, синтезатор, виконавчий продюсер, додаткове продюсування, зведення, звукорежисер
- Річард Баклі — вокальний семпл (треки 1, 4 і 12), бек-вокал
- Веона Байфілд-Бовен — хор
- Ден Карпентер — труба
- Джемі Картер — режисер і редактор
- Кріс Чен — художнє читання
- Demon Strings — струнні
- Ізабель Данн — струнні
- Маргуріта Едвардс — хор
- Ієн Ісон — аудіо
- Кактус Ейнарсон — асистент звукорежисера
- Браян Іно — гостьовий вокал (треки 7 і 12), бек-вокал, синтезатори
- Джон Фойл — асистент звукорежисера
- Конрой Гріффітс — хор
- Ніколас Хоугем — валторна
- Наташа Хан — гостьовий вокал (трек 6), бек-вокал
- Оллі Ленгфорд — скрипка
- Йонні Лаппін — оператор
- Тімоті Лірі — вокальний семпл (трек 10), бек-вокал
- Міський хор Лейтонстоунської місії — хор, гостьовий вокал, бек-вокал
- Чарльз Моріарті — фото-технік
- Роберт Морлі — вокальний семпл (трек 6)
- Кевін Меткалф — зведення, мастеринг
- Селія Мерфі — хор
- Джером О'Коннел — сталевий барабан
- Мері Олдейкр — хор
- Passion Pictures — CGI Production
- Антонія Пагулатос — струнні
- Pauli the PSM — живі ударні
- Еліс Пратлі — струнні
- Річард Рассел — виконавчий продюсер, програмування барабанів, MIDI, драм-машина, MPC, AKAI MPC 500, продюсування, художнє читання, зведення, семплування, Roland TR-909, звукорежисер
- Котоно Сато — струнні
- Стівен Седжвік — запис, звукорежисер, зведення
- Сей — живий бас, жива гітара
- Майк Сміт — живі клавішні, аранжування струнних
- Айтор Труп — пакування, креативний режисер
- Саймон Тонг — додаткова гітара
- Петсі Волш — хор
- Джефф Вуттон — жива гітара, живий бас

## Чарти і сертифікації
| Чарт (2014)                                          | Пікова позиція |
| ---------------------------------------------------- | -------------- |
| Австралія Australian Albums (ARIA)                   | 26             |
| Австрія Austrian Albums (Ö3 Austria)                 | 12             |
| Бельгія Belgian Albums (Ultratop Flanders)           | 8              |
| Бельгія Belgian Albums (Ultratop Wallonia)           | 9              |
| Канада Canadian Albums (Billboard)                   | 20             |
| Данія Danish Albums (Hitlisten)                      | 4              |
| Нідерланди Dutch Albums (MegaCharts)                 | 19             |
| Франція French Albums (SNEP)                         | 6              |
| Німеччина German Albums (Offizielle Top 100)         | 7              |
| Greek Albums (IFPI)                                  | 65             |
| Угорщина Hungarian Albums (MAHASZ)                   | 6              |
| Ірландія Irish Albums (IRMA)                         | 3              |
| Італія Italian Albums (FIMI)                         | 10             |
| Japanese Albums (Oricon)                             | 21             |
| Нова Зеландія New Zealand Albums (Recorded Music NZ) | 15             |
| Польща Polish Albums (ZPAV)                          | 40             |
| Португалія Portuguese Albums (AFP)                   | 29             |
| Шотландія Scottish Albums (OCC)                      | 2              |
| Іспанія Spanish Albums (PROMUSICAE)                  | 42             |
| Швеція Swedish Albums (Sverigetopplistan)            | 44             |
| Швейцарія Swiss Albums (Schweizer Hitparade)         | 6              |
| Велика Британія UK Albums (OCC)                      | 2              |
| США Billboard 200                                    | 32             |
| США Top Alternative Albums (Billboard)               | 5              |
| США Top Rock Albums (Billboard)                      | 12             |
| США Top Tastemaker Albums (Billboard)                | 5              |

| Чарт (2014)                        | Позиція |
| ---------------------------------- | ------- |
| Belgian Albums (Ultratop Flanders) | 94      |
| Belgian Albums (Ultratop Wallonia) | 109     |
| French Albums (SNEP)               | 172     |

| Регіон                                       | Сертифікація | Продажі |
| -------------------------------------------- | ------------ | ------- |
| Велика Британія (BPI)                        | Срібний      | 60 000* |
| *продажі, що базуються лише на сертифікаціях |              |         |